# Rajd Australii 1993
Rajd Australii 1993 (6. Telecom Rally Australia) – 6 Rajd Australii rozgrywany w Australii w dniach 18-21 września. Była to dziesiąta runda Rajdowych Mistrzostw Świata w roku 1993. Rajd został rozegrany na nawierzchni szutrowej. Bazą rajdu było miasto Perth.

## Wyniki końcowe rajdu
| Msc.                   | Kierowca               | Pilot                  | Samochód                | Czas                   | Strata                 | Grupa                  | Punkty                 |
| Klasyfikacja generalna | Klasyfikacja generalna | Klasyfikacja generalna | Klasyfikacja generalna  | Klasyfikacja generalna | Klasyfikacja generalna | Klasyfikacja generalna | Klasyfikacja generalna |
| ---------------------- | ---------------------- | ---------------------- | ----------------------- | ---------------------- | ---------------------- | ---------------------- | ---------------------- |
| 1                      | Juha Kankkunen         | Nicky Grist            | Toyota Celica Turbo 4WD | 5:19.58                | 0.0                    | A8 M                   | 20                     |
| 2.                     | Ari Vatanen            | Bruno Berglund         | Subaru Legacy RS        | 5:25.50                | +5.52                  | A8 M                   | 15                     |
| 3.                     | François Delecour      | Daniel Grataloup       | Ford Escort RS Cosworth | 5:43.42                | +23.44                 | A8 M                   | 12                     |
| 4.                     | Ross Dunkerton         | Fred Gocentas          | Mitsubishi Lancer RS    | 5:46.18                | +26.20                 | A8 M                   | 10                     |
| 5.                     | Sepp Haider            | Klaus Wendel           | Audi Coupé S2           | 5:49.08                | +29.10                 | A8                     | 8                      |
| 6.                     | Colin McRae            | Derek Ringer           | Subaru Legacy RS        | 5:56.33                | +36.35                 | A8 M                   | 6                      |
| 7.                     | Ed Ordynski            | Mark Stacey            | Mitsubishi Lancer RS    | 5:58.42                | +38.44                 | N4                     | 4                      |
| 8.                     | Neal Bates             | Coral Taylor           | Toyota Celica Turbo 4WD | 6:04.50                | +44.52                 | A8                     | 3                      |
| 9.                     | Kiyoshi Inoue          | Satoshi Hayashi        | Subaru Legacy RS        | 6:09.04                | +49.06                 | N4                     | 2                      |
| 10.                    | David Officer          | Kate Officer           | Subaru Legacy RS        | 6:11.43                | +51.45                 | N4                     | 1                      |
| PWRC                   |                        |                        |                         |                        |                        |                        |                        |
| 1 (7).                 | Ed Ordynski            | Mark Stacey            | Mitsubishi Lancer RS    | 5:58.42                | -                      | N4                     | ?                      |

1. ↑  Litera M przy oznaczeniu grupy do której należy samochód oznacza, iż tylko ci kierowcy z grupy A zdobywali punkty dla swoich zespołów liczonych w klasyfikacji producentów na koniec sezonu.

## Klasyfikacja po 10 rundach
Tabele przedstawiają tylko pięć pierwszych miejsc.

### Kierowcy
| Lp. | Kierowca          | Pkt |
| --- | ----------------- | --- |
| 1   | Juha Kankkunen    | 111 |
| 2   | Francois Delecour | 94  |
| 3   | Massimo Biasion   | 66  |
| 4   | Didier Auriol     | 59  |
| 5   | Colin McRae       | 50  |

### Producenci
| Lp. | Producent  | Pkt |
| --- | ---------- | --- |
| 1   | Toyota     | 151 |
| 2   | Ford       | 125 |
| 3   | Subaru     | 90  |
| 4   | Mitsubishi | 69  |
| 5   | Lancia     | 67  |